# Antoinette Hunziker
Antoinette Hunziker-Ebneter (* 28. November 1960) ist eine Schweizer Unternehmerin und Bankfachfrau.

## Leben
Antoinette Hunziker wuchs in Wettingen im Kanton Aargau auf, studierte Betriebswirtschaft an der Universität St. Gallen und erwarb ein Diplom der Swiss Banking School.
1987 begann sie ihre Karriere bei der Bank Leu und stieg als Leiterin des Wertschriftenhandels und Verkaufs in die Direktion auf. 1995 wurde sie die erste weibliche Chefin der Schweizer Börse SWX Swiss Exchange (heute SIX). Sie war für den Aufbau und die Inbetriebnahme der elektronischen Börse Schweiz verantwortlich. 2001 übernahm sie die Führung der paneuropäischen Börse virt-x. 2002 wurde sie Leiterin des Trading- und Sales-Geschäftes sowie Mitglied der Konzernleitung bei Julius Bär.
2006 gründete Antoinette Hunziker-Ebneter ihre eigene Firma Forma Futura Invest AG, eine unabhängige Vermögensverwaltungsgesellschaft für private und institutionelle Kundschaft mit Fokus auf Anlagen, die finanziell solid sind und eine nachhaltige Lebensqualität fördern.
Seit 2014 ist sie Verwaltungsrätin der Berner Kantonalbank (BEKB), seit 2015 Verwaltungsratspräsidentin. Als eine ihrer ersten Amtshandlungen senkte sie ihre eigenes Gehalt – im Vergleich zu ihrem Vorgänger – um rund ein Drittel. Ihre Begründung: «Ich wollte ein Zeichen setzen.»
Als Ergänzung zu ihrer beruflichen Tätigkeit engagiert sich Hunziker als Mitgründerin bei der waterkiosk foundation, deren Projekte Zugang zu sauberem Trinkwasser in Schwellenländern ermöglichen.

## Mandate
- 2015 Präsidentin des Verwaltungsrates der BEKB[3]
- 2006 bis 2014 Vizepräsidentin des Verwaltungsrates der BKW Energie[4]